# Малайска мекочерупчеста костенурка
Малайската мекочерупчеста костенурка (Amyda cartilaginea) е вид влечуго от семейство Мекочерупчести костенурки (Trionychidae). Видът е световно застрашен, със статут Уязвим.

## Разпространение
Разпространен е в Бруней, Виетнам, Индонезия, Камбоджа, Лаос, Малайзия, Мианмар, Сингапур и Тайланд.